# Полярний день
Полярний день — період, коли Сонце не заходить за горизонт більше 1 доби. Найкоротший полярний день спостерігається на широті 66°33' (1 доба), найдовший на полюсі — 6 місяців. Полярний день є наслідком нахилу Землі до площини екліптики, який становить приблизно 23,5°.

## Білі ночі
Це явище, коли Сонце візуально переміщується нижче лінії горизонту, атмосфера дає значне освітлення землі. Якщо Сонце протягом ночі не опускається більш ніж на 18 градусів нижче горизонту, то кажуть про «білі ночі». Це явище може спостерігатись на Землі у районах вище паралелі 49 градуса.